# Farnese Vini-Selle Italia/2012
Deze pagina geeft een overzicht van de Farnese Vini-Selle Italia wielerploeg in 2012.

## Algemeen
Sponsors: Farnese Vini, Selle Italia
Algemeen Manager: Angelo Citracca
Ploegleiders: Serge Parsani, Leonardo Scarselli, Luca Scinto, Stefano Giuliani

## Renners
| Naam               | Geboortedatum | Nationaliteit | Ploeg 2011                  |
| ------------------ | ------------- | ------------- | --------------------------- |
| Alessandro Bisolti | 07-03-1985    | Italië        |                             |
| Ottavio Bulgarelli | 15-10-1984    | Brazilië      |                             |
| Diego Caccia       | 31-07-1981    | Italië        |                             |
| Francesco Failli   | 16-12-1983    | Italië        |                             |
| Elia Favilli       | 16-12-1983    | Italië        |                             |
| Oscar Gatto        | 01-01-1985    | Italië        |                             |
| Leonardo Giordani  | 27-05-1977    | Italië        |                             |
| Andrea Guardini    | 16-12-1989    | Italië        |                             |
| Kevin Hulsmans     | 11-04-1978    | België        | Donckers Koffie-Jelly Belly |
| Luca Mazzanti      | 04-02-1974    | Italië        |                             |
| Gianluca Mirenda   | 07-11-1983    | Italië        |                             |
| Takashi Miyazawa   | 27-02-1978    | Japan         |                             |
| Pierpaolo De Negri | 05-06-1986    | Italië        |                             |
| Roberto De Patre   | 13-09-1988    | Italië        |                             |
| Luboš Pelánek      | 21-07-1981    | Tsjechië      |                             |
| Filippo Pozzato    | 10-09-1981    | Italië        | Katjoesja                   |
| Davide Ricci Bitti | 12-02-1984    | Italië        |                             |
| Emanuele Vona      | 19-03-1983    | Italië        |                             |

## Belangrijke overwinningen
| Ronde van Langkawi 2e etappe: Andrea Guardini 3e etappe: Andrea Guardini 4e etappe: Andrea Guardini 8e etappe: Andrea Guardini 9e etappe: Andrea Guardini 10e etappe: Andrea Guardini GP Industria & Artigianato-Larciano Winnaar: Filippo Pozzato | Ronde van Italië 15e etappe: Matteo Rabottini 18e etappe: Andrea Guardini Bergklassement: Matteo Rabottini Jurmala GP Winnaar: Rafael de Mattos Andriato Ronde van het Qinghaimeer 9e etappe: Andrea Guardini 10e etappe: Andrea Guardini 12e etappe: Andrea Guardini | Trofeo Matteotti Winnaar: Pierpaolo De Negri Châteauroux Classic de l'Indre Rafael Andriato Ronde van Veneto-Coppa Placci Oscar Gatto Ronde van Padanië 3e etappe: Oscar Gatto |

2007 · 2008 · 2009 · 2010 · 2011 · 2012 · 2013 · 2014 · 2015 · 2016